# Casimiro II de Łęczyca
Casimiro II de Łęczyca (en polaco: Kazimierz II Łęczycki) de la dinastía de los Piastas, nació entre 1262 y 1265, y murió el 10 de junio de 1294.) Fue el hijo de Casimiro I de Cuyavia y su tercera esposa Eufrosina de Opole.
Con sus hermanos, se convirtió en duque de Brześć Kujawski y Dobrzyń nad Wisłą en 1267. Desde 1292, fue vasallo de Wenceslao II de Bohemia.
Cuando su padre murió en 1267, todavía era muy pequeño y estuvo bajo la protección de su madre. Sólo cuando su medio hermano Leszek II el Negro murió sin descendencia en 1288 obtuvo el ducado de Łęczyca, ubicado en el centro de Polonia.
En 1289, junto a su hermano Vladislao I el Breve, unió fuerzas con Boleslao II de Mazovia. Formando parte de la coalición de Boleslao II, el 26 de febrero de 1289 en Siewierz, derrotaron  a los aliados de Enrique IV el Justo (Enrique III de Głogów, Bolko I de Opole y Przemko de Ścinawa). Cuando Boleslao II renunció a cualquier pretensión al trono de Cracovia, Casimiro apoyó a su hermano Vladislao I el Breve que quería convertirse en señor de Cracovia. Apoyo a su hermano en su guerra contra Wenceslao II de Bohemia por Cracovia. Sin embargo terminó con la derrota y captura de dos hermanos en 1292. El 9 de octubre de 1292, Casimiro II de Łęczyca fue obligado a firmar un tratado de paz y convertirse en vasallo del rey de Bohemia.
Casimiro II y Vladislao no se resignaron a renunciar al trono de Cracovia y Bohemia. El 6 de enero de 1293, en Kalisz, se reúnen con Premislao II, siguiendo una iniciativa del Arzobispo Jakub Świnka, y consideraron la posibilidad de tomar acciones conjuntas para recuperar la capital de la Pequeña Polonia.
En junio de 1294, los lituanos atacaron  el territorio de Łęczyca. Casimiro fue muerto en combate el 10 de junio de 1294 en persecución de los atacantes. Casimiro no estaba casado y no tuvo hijos, así su hermano Vladislao I el Breve heredó el ducado de Łęczyca.